# Пневматичні конструкції в гірничій справі
Пневмати́чні констру́кції в гірни́чій спра́ві (рос. пневматические конструкции в горном деле, англ. pneumatic constructions in mining; нім. pneumatische Konstruktionen f pl im Bergbau) — кріпильні конструкції, до складу яких входять м'які пневматичні оболонки. 
М'яка оболонка являє собою замкнуту герметичну ємкість з матеріалів, що легко піддаються багатоцикловим згинам без втрати міцності. З м'яких оболонок можна виготовляти шахтне кріплення та перемички. Кріплення, які заповнюються рідиною, називаються гідравлічними, а комбінацією рідини та газу — пневмогідравлічними. Здебільшого робочим середовищем є стиснене повітря, що швидко заповнює порожнину оболонки до робочого тиску (0.3—0.5 МПа), майже не збільшує масу оболонки. Під дією стиснення м'яка оболонка розсувається, її поверхні притискаються до бокових порід і підтримують їх.